# Alexander Just
Alexander Friedrich Just (12 de abril de 1874, en Bremen - 30 de mayo de 1937, en Budapest ) fue un químico e inventor austrohúngaro. Más tarde, en Hungría, utilizó el nombre de Just Sándor Frigyes. En 1904 con su colega, también austrohúngaro, Franjo Hanaman fue el primero en desarrollar y patentar una bombilla incandescente con un filamento de tungsteno, fabricada extrudiendo una pasta de polvo de tungsteno y un aglutinante carbonoso para producir un hilo fino, y luego eliminando el carbón calentando una atmósfera de hidrógeno y vapores de agua. Just y Hanaman recibieron una patente húngara en 1904 y, posteriormente, la patente estadounidense número 1,018,502. En ese mismo año licenciaron su patente a la compañía Tungsram. En 1905, Just y Hanaman patentaron un proceso para producir filamentos de tungsteno al recubrir los filamentos de carbono con tungsteno y luego eliminar el carbono mediante calentamiento. Estas primeras lámparas de tungsteno eran más eficientes que una lámpara de filamento de carbono, porque podían funcionar a altas temperaturas, debido al alto punto de fusión del tungsteno. Sin embargo, el tungsteno era tan frágil que estas lámparas tenían un uso práctico limitado. Fue reemplazada por la lámpara de filamento de tungsteno estirada, desarrollada en 1910 por William David Coolidge.